# Lufengosaurus
A Lufengosaurus, (egyszerűsített kínai: 禄丰龙; hagyományos kínai: 祿豐龍, jelentése 'Lufeng-gyík') a prosauropoda dinoszauruszok egyik neme, amely a kora és középső jura korok idején élt Délnyugat-Kína területén. E körülbelül 6 méter hosszú állat csontváza volt az első, melyet Kínában felállítottak, ezen esemény emlékére pedig 1958-ban egy postai bélyeget jelentettek meg.

## Felfedezés és fajok
A Lufengosaurus nevét Chung Chien Young avagy Yang Zhongjian (Jang Csung-csien) alkotta meg 1941-ben. Típusfaja, a L. huenei maradványait a kora jura kori Lufeng-formáció alsó részén, Yunnan tartományban találták meg. Young néhány évvel később egy másik fajt is elnevezett, a L. magnust, mely a nevének megfelelően a L. huenei méreténél egyharmaddal nagyobb volt. A Lufengosaurus megtalálható Kína bajoci korszakbeli üledékeiben is, ami azt igazolja, hogy a középső jura korig fennmaradt néhány prosauropodanem egyike.

## Osztályozás
1981-ben Michael R. Cooper kijelentette, hogy a Lufengosaurus és a Yunnanosaurus a dél-afrikai Massospondylus egy-egy faját képviseli. A Lufengosaurus huenei koponyáján végzett újabb keletű elemzés azonban megállapította, hogy ez az állat a Massospondylustól és a Yunnanosaurustól egyaránt eltér.

## Ősbiológia

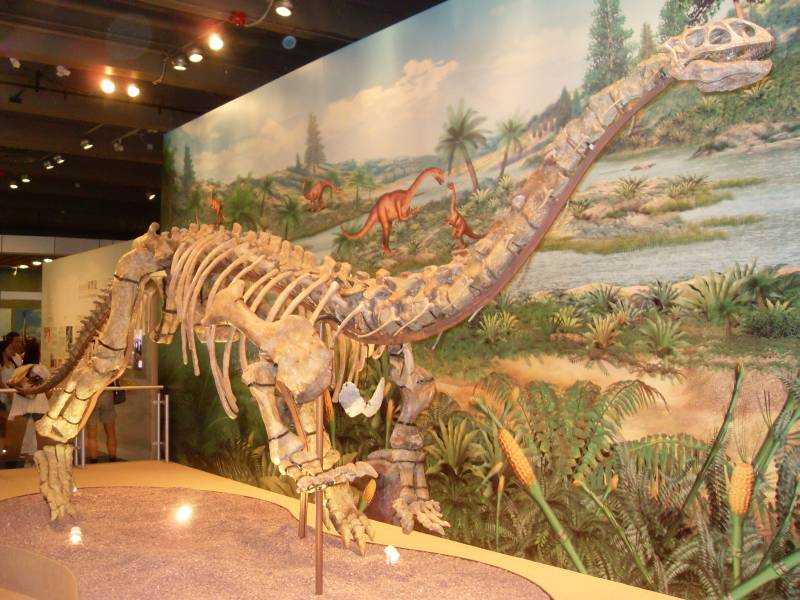
A Lufengosaurus a Hongkongi Tudomány Múzeumában

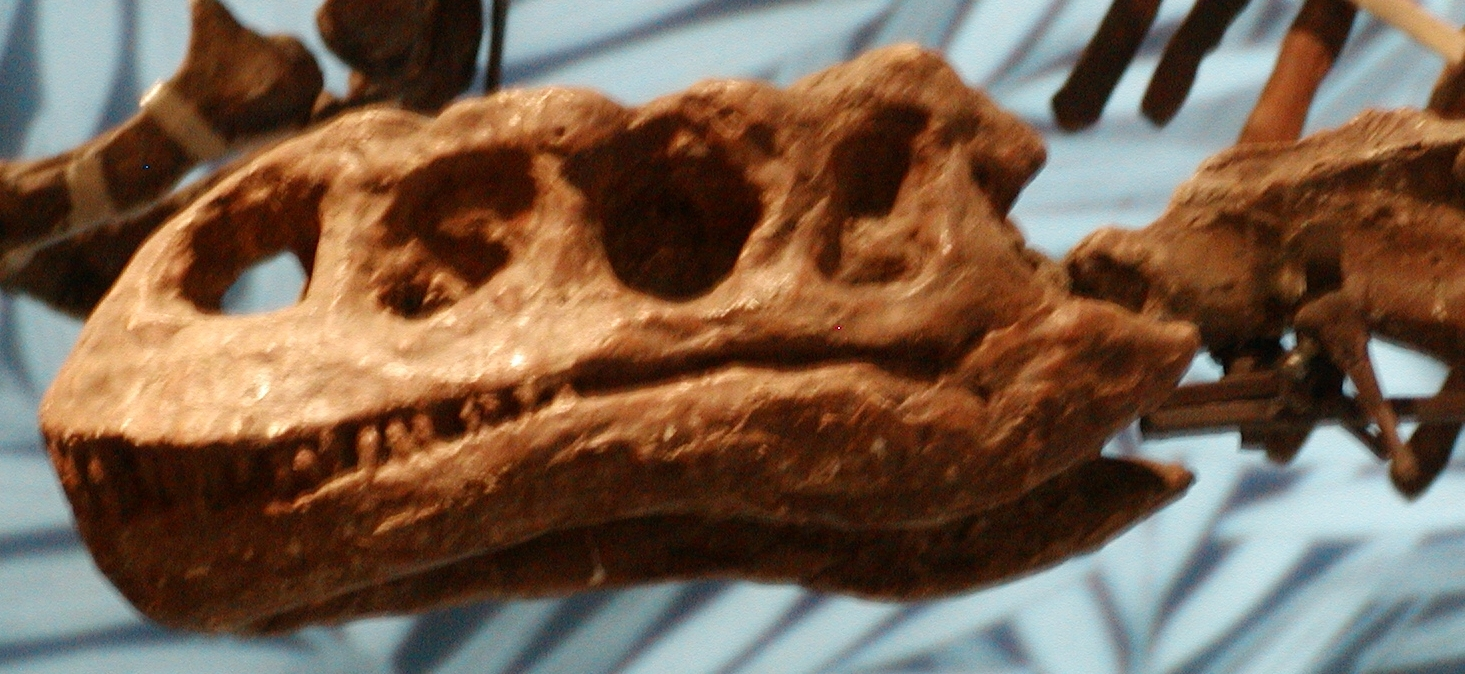
A Lufengosaurus magnus koponyája, a Pekingi Természetrajzi Múzeumban

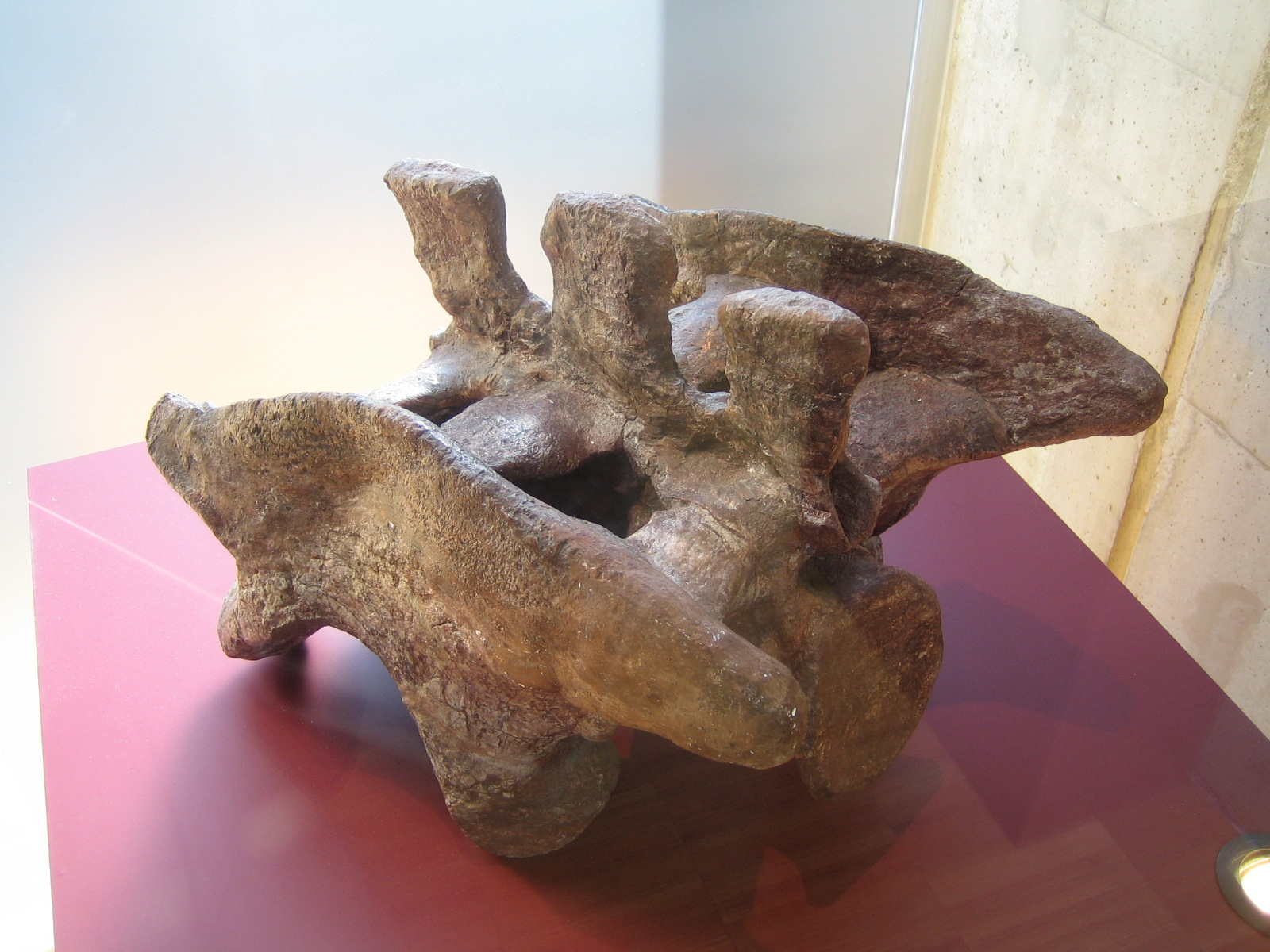
A Lufengosaurus huenei csípője Barcelonában

A többi prosauropodához hasonlóan a Lufengosaurus a hátsóknál jóval hosszabb mellső lábakkal rendelkezett és valószínűleg részben, főként táplálékkeresés közben két lábon járt. Növényevő volt, bár hegyes karmokkal (többek között egy, a többinél nagyobb hüvelykujj karommal) és fogakkal rendelkezett. Ezeket a jellegzetességeket azon elmélet támogatására használták fel, ami szerint a Lufengosaurus legalábbis részben mindenevő volt, azonban a Lufengosaurus és más prosauropodák esetében megfigyelhető hegyes fogak hasonlítanak az iguana gyíkokéra, melyek növényevők. A karmok egyébiránt védekezésre vagy a lombok ágakról való lehántására szolgálhattak.

## Érdekességek
- A Lufengosaurus csontváza volt az első dinoszaurusz csontváz, melyet Kínában felállítottak. A kiállítás megnyitása alkalmából egy bélyeget jelentettek meg, amelyen a Lufengosaurus látható.[1]

## Fordítás
- Ez a szócikk részben vagy egészben a Lufengosaurus című angol Wikipédia-szócikk ezen változatának fordításán alapul.  Az eredeti cikk szerkesztőit annak laptörténete sorolja fel. Ez a jelzés csupán a megfogalmazás eredetét és a szerzői jogokat jelzi, nem szolgál a cikkben szereplő információk forrásmegjelöléseként.